# ناحية مركز الرقة
ناحية مركز الرقة إحدى نواحي سوريا تتبع إداريّاً لمحافظة الرقة منطقة الرقة ومركزها مدينة الرقة، بلغ تعداد سكان الناحية 338,773 نسمة حسب التعداد السكاني لعام 2004.

## مدن وبلدات وقرى ناحية مركز الرقة
السبخة - حويجة شنَان - العبارة، أبو كبرة-الرشيد، أبو رجب، أبو سوسة، العدنانية، الرقة، الرقة، الأسدية، العطشانة، الأعيوج، بعراني، سويدية كبيرة، بئر الهشم، بئر سعيد، الخيالة الشرقية، الفارعة، الفتيح، الغوطة، الحدباء، حاوي الهوى، حزيمة، حطين، حفيرة الصقور، حلو عبد، حتاش، حويجة فرج، الجلاء، الكالطة، كردوس، الخاتونية، كديران، الخيالة، كسرة شيخ الجمعة، لقطة، سويدية صغيرة، مرج أبو شارب، المشرفة، ميسلون، معيزيلة، القحطانية، ربيعة، رقة سمرة، الرحمانية، الرشيد، الرحيات، رويان، صفيان، السحل، الشامية، سكرية تل السمن، تل السمن دحام، طالعة الأنصار، طاوي رمان، ثلث خنيز، تشرين، الطويلعة، أم الحوية، خنيز فوقاني، كبش غربي، السلحبية غربية، الوديان، الوحدة، يعرب، اليمامة، اليرموك، يثرب، الزاهرة، 16 تشرين، الأنصار، الثامرية، الحمزة، الحميدان، الدحلان، الدرة، الدروبية، الدهموش، السلحبية شرقية، الصديق، الفيحاء، المظلة، بئر الجربوع، جهينة، خربة اللحم، خنيز الغانم، رطلة، شنينة، كبش وسطي، كسرة عفنان، مرندية غربية، واسطة الرفدي.